# Municipalità locale di Tswelopele
Tswelopele è una municipalità locale (in inglese Tswelopele Local Municipality) appartenente alla municipalità distrettuale di Lejweleputswa della provincia di Free State in Sudafrica. 
In base al censimento del 2001 la sua popolazione è di 53.713 abitanti.
La sede amministrativa e legislativa è la città di Bultfontein e il suo territorio si estende su una superficie di 6.524 km² ed è suddiviso in 7 circoscrizioni elettorali (wards). Il suo codice di distretto è FS183.

## Geografia fisica

### Confini
La municipalità locale di Tswelopele confina a nord con quelle di Lekwa-Teemane (Dr Ruth Segomotsi Mompati/ Nordovest) e Maquassy Hills (Dr Kenneth Kaunda/ Nordovest), a est con quelle di Nala e Matjhabeng, a sud con quella di Masilonyana e a ovest con quella di Tokologo.

### Città e comuni
- Bultfontein
- Hoopstad
- Phahameng
- Tikwana

### Fiumi
- Barberslaagte
- Dermspruit
- Vaal
- Vendusiespruit
- Vet

### Dighe
- Bloemhofdam